# Потапов Максим Геннадійович
Максим Геннадійович Потапов (рос. Максим Геннадьевич Потапов; 25 травня 1980, м. Воронеж, СРСР) — російський хокеїст, лівий нападник. Виступає за «Атлант» (Митищі) у Континентальній хокейній лізі. 
Вихованець хокейної школи ХК «Воронеж». Виступав за «Шербрук Фоконс» (QMJHL), «Шербрук Касторс» (QMJHL), ХК «Воронеж», «Джонстаун Чіфс» (ECHL), «Детройт Вайперс» (ІХЛ), «Локомотив» (Ярославль), «Торпедо» (Нижній Новгород), «Спартак» (Москва), «Молот-Прикам'я» (Перм), ХК «Саров».
У чемпіонатах КХЛ — 318 матчів (46+74), у плей-оф — 13 матчів (1+3).